# Julia (slak)
Julia is een geslacht van weekdieren uit de klasse van de Gastropoda (slakken).

## Soorten
- Julia burni Sarma, 1975
- Julia equatorialis Pilsbry & Olsson, 1944
- Julia exquisita Gould, 1862
- Julia japonica Kuroda & Habe, 1951
- Julia mishimaensis Kawaguti & Yamasu, 1982
- Julia thecaphora (Carpenter, 1857)
- Julia zebra Kawaguchi, 1981